# Pablo Piñones Arce
Pablo Piñones Arce (né le 27 août 1981 à Tumba) est un footballeur suédois d'origine chilienne. Il est actuellement entraîneur de l'ACF Fiorentina Femminile.

## Biographie
Il reçoit une sélection avec la Suède lors de la Carlsberg Cup 2004, face à Hong Kong League XI, disputant la seconde mi-temps. Cependant, ce match n'est pas comptabilisé comme officiel.
Avec l'équipe d'Hammarby IF, il participe à la Ligue des champions et à la Coupe UEFA.
Il est meilleur buteur de la deuxième division danoise lors de la saison 2008-2009 puis meilleur buteur de la deuxième division suédoise en 2013.

## Palmarès
- Championnat de Suède
  - Champion en 2001
  - Vice-champion en 2003

- Championnat de Suède D2
  - Champion en 2014

- Championnat du Danemark D2
  - Champion en 2007-2008